# Шандор Зомбори
Шандор Зомбори (мађ. Zombori Sándor; Печуј, 31. октобар 1951) је мађарски фудбалер који је учествовао на Светском првенству 1978. где је Мађарска елиминисана у првом колу. Упркос овој раној елиминацији са Светског првенства, Зомбори може бити помало поносан на своје учешће јер је постигао почасни гол у поразу свог тима од Француске.

## Каријера

### Клуб
Фудбал је почео да игра у Дожи из Печуја (1959–73) са 8 година. Од 1973. играо је за МШК Печуј (1973–75), затим је прешао у Будимпешту и провео седам сезона у Вашашу (1975–82). Каријеру наставља у Француској, где игра за Монпеље Еро (1982–85). У Монпељеу је одиграо 85 утакмица и постигао 14 голова у француској другој лиги и у Купу Француске, наступио је на 6 утакмица и постигао 3 гола. Играо је на позицији везног играча.

### Репрезентација
Између 1974. и 1976. седам пута је био члан омладинске репрезентације Мађарске. Године 1976. био је члан другопласираног тима на јуниорском првенству Европе. У сениорској репрезентацији Мађарске наступио је 26 пута између 1975. и 1982. и постигао је 3 гола. Био је члан прве једанаесторке мађарског тима који је учествовао на Светском првенству у фудбалу 1978. одржаном у Аргентини. Био је стартер у све три утакмице у групи. У последњој утакмици групе Светског првенства у Аргентини, постигао је почасни гол у утакмици против Француске.
За памћење је његов гол за репрезентацију против Боливије у интерконтиненталној утакмици квалификација за Светско првенство у Будимпешти. Код резултата од 2 : 0 за Мађарску, у 21. минуту, Зомбори је снажним ударцем из даљине повечао вођство на 3 : 0. Нажалост телевизијска екипа није успела да испрати гол.

## Достигнућа
- Прва лига Мађарске у фудбалу:
  - шампион: 1976/77
- Куп Мађарске Народне Републике (МНК)
  - победник: 1981

## Аутор књига
- Zseniális-világsztárok  – 100 híres futballista: Tóth Könyvkereskedés és Kiadó, 2008 Генији-светске звезде − 100 познатих фудбалера: -  978 9635966899
- Zseniális-világsztárok: Tóth Könyvkereskedés és Kiadó, 2009, Генији-светске звезде − 100 познатих фудбалера, -  978 9635967377
- Rokob Péter-'Zombori Sándor'. ISBN 963-7943-45-5.: A Törő - Press Sajtóügynökség, (А Торо - Агенција за штампу)